# Holochrea xanthogramma
Holochrea xanthogramma är en fjärilsart som beskrevs av George Francis Hampson 1900. Holochrea xanthogramma ingår i släktet Holochrea och familjen björnspinnare. Inga underarter finns listade i Catalogue of Life.